# Gonzalo Muscia
Gonzalo Emanuel Muscia (Avellaneda, Argentina; 9 de enero de 2000) es un futbolista argentino. Juega de centrocampista y su equipo actual es el Nueva Chicago de la Primera B Nacional.

## Trayectoria
Muscia debutó en la Primera División de Argentina por el Arsenal el 25 de abril de 2021 ante Defensa y Justicia. Para la temporada 2022 fue cedido al Sol de Mayo del Torneo Federal A.
De cara a la temporada 2024, el jugador se incorporó al Riga FC de la Virslīga de Letonia.

## Estadísticas
Actualizado al último partido disputado el 18 de marzo de 2023.
| Club                  | Div.          | Temporada     | Liga  | Liga  | Copas nacionales | Copas nacionales | Copas internacionales | Copas internacionales | Total | Total |
| Club                  | Div.          | Temporada     | Part. | Goles | Part.            | Goles            | Part.                 | Goles                 | Part. | Goles |
| --------------------- | ------------- | ------------- | ----- | ----- | ---------------- | ---------------- | --------------------- | --------------------- | ----- | ----- |
| Arsenal Argentina     | 1.ª           | 2021          | 3     | 0     | —                | —                | 0                     | 0                     | 3     | 0     |
| Arsenal Argentina     | 1.ª           | 2022          | 0     | 0     | 0                | 0                | —                     | —                     | 0     | 0     |
| Arsenal Argentina     | 1.ª           | 2023          | 5     | 0     | 0                | 0                | —                     | —                     | 5     | 0     |
| Arsenal Argentina     | Total club    | Total club    | 8     | 0     | 0                | 0                | 0                     | 0                     | 8     | 0     |
| Sol de Mayo Argentina | 3.ª           | 2022          | 32    | 1     | 1                | 0                | —                     | —                     | 33    | 1     |
| Sol de Mayo Argentina | Total club    | Total club    | 32    | 1     | 1                | 0                | 0                     | 0                     | 33    | 1     |
| Total carrera         | Total carrera | Total carrera | 40    | 1     | 1                | 0                | 0                     | 0                     | 41    | 1     |